# Chorley (district)
Chorley is een Engels district in het shire-graafschap (non-metropolitan county OF county) Lancashire en telt 117.000 inwoners. De oppervlakte bedraagt 203 km². Hoofdplaats is Chorley.
Van de bevolking is 14,2% ouder dan 65 jaar. De werkloosheid bedraagt 2,6% van de beroepsbevolking (cijfers volkstelling 2001).

## Plaatsen in district Chorley
- Chorley

## Civil parishesin district Chorley
Adlington, Anderton, Anglezarke, Astley Village, Bretherton, Brindle, Charnock Richard, Clayton-le-Woods, Coppull, Croston, Cuerden, Eccleston, Euxton, Heapey, Heath Charnock, Heskin, Hoghton, Mawdesley, Rivington, Ulnes Walton, Wheelton, Whittle-le-Woods, Withnell.